# Argiope caesarea
Argiope caesarea är en spindelart som beskrevs av Tord Tamerlan Teodor Thorell 1897. Argiope caesarea ingår i släktet Argiope och familjen hjulspindlar. Inga underarter finns listade i Catalogue of Life.